# Barrage de Medik
Le barrage de Medik est un barrage en Turquie. Ce barrage alimente une centrale électrique à  environ 6 km en aval. Cette centrale est alimentée par un canal à flanc de vallée et une conduite forcée.  